# ルイス・ロベルト・マテル
ルイス・ロベルト・マテル（Luiz Roberto Matter、1950年11月16日 - ）は、ブラジル・パラナ州クリチバ出身のサッカー指導者。レヴィー・クルピは義弟。

## 来歴
セレッソ大阪、クルゼイロEC、アトレチコ・ミネイロなどでレヴィー・クルピの右腕として活躍。試合中には、スタンドから無線でクルピとやり取りをすることもある。また、ベンチ入り停止処分などでクルピが不在の際には、代わりに指揮を執る。
1997年、2007年5月から2011年までC大阪のコーチを務め、一度チームを離れたが2012年8月に復帰。2013年シーズン終了後、退任した。
2018年、クルピと共にガンバ大阪のコーチングスタッフに加入し、ヘッドコーチに就任。同年7月23日、クルピと共に契約解除された。

## 指導歴
- 1991年 - 1992年  アル・シャバブ・リヤド アシスタントコーチ
- 1993年 - 1994年  パラナ・クルーベ アシスタントコーチ
- 1995年 - 1996年  クルゼイロEC アシスタントコーチ
- 1997年  セレッソ大阪 アシスタントコーチ
- 1998年 - 1999年  クルゼイロEC アシスタントコーチ
- 2006年  アトレチコ・ミネイロ アシスタントコーチ
- 2007年5月 - 2011年  セレッソ大阪 ヘッドコーチ
- 2012年8月 - 2013年  セレッソ大阪 ヘッドコーチ
- 2018年1月 - 7月  ガンバ大阪 ヘッドコーチ
- 2021年   セレッソ大阪 コーチ